# Verbena dissecta
Verbena dissecta — вид рослин родини Вербенові (Verbenaceae), поширений у пн.-сх. Аргентині й Уругваї.

## Опис
Трава до 50 см заввишки; стебла повзучі, жорстко волосисті; міжвузля 1.5–4.5 см завдовжки. Листки з черешками довжиною 3–10 мм; листові пластини 1.2–3.5 x 1–3 см, трикутно-овальні, частки від лінійних до вузько-яйцеподібних, верхівки тупі, верхня поверхня волосата, нижня поверхня з жорсткими та щільними волосками на жилках і краях. Квіткові приквітки довжиною 2.5–3 мм, від лінійних до вузько овальних. Чашечка довжиною 7–7.5 мм, щетиниста, зубці довжиною до 1 мм. Віночок довжиною 9–11 мм, фіалкового забарвлення.

## Поширення
Поширений у пн.-сх. Аргентині й Уругваї. Росте на піщаних ґрунтах.